# گلوریا وینترز
گلوریا وینترز (انگلیسی: Gloria Winters; ۲۸ نوامبر ۱۹۳۱ – ۱۴ اوت ۲۰۱۰) بازیگر تلویزیون، و سینما اهل ایالات متحده آمریکا بود.